# Пирсия промежуточная
Пи́рсия промежу́точная (лат. Pearcea intermedia) — вид цветковых растений рода Пирсия (Pearcea) семейства Геснериевые (Gesneriaceae).

## Описание
Стебель обычной длиной около 50 см. Листья яйцевидно-эллиптические, обратнояйцевидные, длиной 4-10 см. Цветки одиночные или собраны в соцветия, в которых до 4 цветков. Венчик красный.

## Распространение
Эндемик Эквадора, где встречается в Восточных Андах на высоте 1700–1900 м над уровнем моря. 

## Охранный статус
Включён в Красный список угрожаемых видов МСОП со статусом EN (Вымирающие виды). 